# Дебър
Вижте пояснителната страница за други значения на Дебър.
Дебър (на македонска литературна норма: Дебар; на албански: Dibra, Дибра, на турски: Debre, Дебре) е град в западната част на Северна Македония. Населението му е 14 561. Център е на община Дебър с 18 селища.

## География
Градът се намира в Дебърското поле, на брега на изкуственото Дебърско езеро, между реките Черни Дрин (Църн Дрим) и притока ѝ Радика близо до границата с Албания. Градът е обкръжен от планините Дешат, Стогово и Ябланица. Надморска височина: 625 метра.
Дебър се слави и с изобилните си минерални богатства. До село Райчица има гипс. На други места се срещат мрамор и желязна руда. На пет километра от града, до село Банище, са прочутите Дебърски бани.

## История

### Етимология
Според „Българския етимологичен речник“ името на града произхожда от старобългарското , , „яма“ и е родствено на дебри, „непроходима гора“.

### Средновековие
Макар да не се споменава в документите от времето на император Василий II Българоубиец, в края на XI век Дебър вече е център на епархия на Охридската архиепископия, вероятно отделена от Охридската. В околностите на града, в неидентифицираното село Агноандика, е роден Йоан Дебърски – първият глава на архиепископията.
Според Иван Микулчич на мястото на днешния град Дебър, в северния му дял, се е намирал средновековният град Ораховник (Раховник), известен по писмени източници. Разкопки в Дебър не са правени. Други авториидентифицират Ораховник с крепостта при Коджаджик или със Свети град. Според Микулчич споменатият от Никифор Григора „епископ Дебарски от Македония“ към началото на XIV век, както и по ранният епископ дебърски, споменат в писмото на Теофилакт Охридски от 1108 година се отнасят друг епископски център край град Кайляри - Дебрец, тъй като към началото на XIV век Дебър вече е завладян от сърбите.

### В Османската империя
В османските преброителни дефтери от 1519 и 1583 година Раховник е отбелязан като касаба (градче), а по-късно и като седалище на цялата Дебърска каза. По-късно вместо Раховник се появява името Дибре. Феликс Петанчич нарича през 1502 година града Дибри (Dibri). В началото на XIX век има размирици срещу султана. По това време градът има 4200 жители и 64 дюкяна. В края на века населението възлиза на 15 500 жители.
В „Етнография на вилаетите Адрианопол, Монастир и Салоника“, издадена в Константинопол в 1878 година и отразяваща статистиката на населението от 1873 година, Дебър е посочен като град с 4600 домакинства, като жителите му са 7060 албанци и 3800 българи.
Според статистиката на Васил Кънчов („Македония. Етнография и статистика“) в 1900 година Дебър има 15 500 жители, от които 4500 българи християни, 10 500 арнаути мохамедани и 500 цигани.
На Етнографската карта на Битолския вилает на Картографския институт в София от 1901 година Дебър е център на каза и на санджак с 2350 къщи, от които 450 къщи български и 1900 къщи албански.
Според митрополит Поликарп Дебърски и Велешки в 1904 година в Дебър има 70 сръбски къщи. Към 1905 година цялото християнско население на Дебър е под върховенството на Българската екзархия. По данни на секретаря на екзархията Димитър Мишев („La Macédoine et sa Population Chrétienne“) в града има 3120 българи екзархисти и функционират едно прогимназиално и три основни български училища.
След Младотурската революция от лятото на 1908 година в града е създаден Български конституционен клуб, чийто председател е деецът на ВМОРО Нестор Поповски и членове Дамян Йосифов, А. Стрезов, Наум Бояджиев, Т. Кунов и С. Н. Василев. В началото на 1909 година е избран български епархийски съвет в състав иконом Търпе Симоновски (председател), поп Спас Поптасев, поп Атанас, Тодор Т. Бояджиев (търговец), Толе Чочков (шивач), Стрезо Наумов (шивач), Нестор Трайов (шивач), Теофил Алексов (шивач), Аврам Петков (бивш кмет) и Аврам Серафимов (кмет на Галичник). Енорийски свещеник е отец Търпе Тошев.
През 1910 година официалната турска власт дава разрешение за строителство на училище за българските деца в българския квартал Варош. В 1910 година по време на обезоръжителната акция всички мъже българи са събрани в църковния двор в махалата Вароша и кметът Блаже Стоянов е изтезаван публично.
Според статистика на вестник „Дебърски глас“ в 1911 година в Дебър има 420 български екзархийски къщи, 6 български патриаршистки, от които 1 от 1910, а другите 5 – отдавна, и 3000 арнаутски къщи. Сърбоманите имат училище с 1 учителка и 6 ученици.
През ХІХ и началото на ХХ в. основният поминък за жителите на Дебър е било занаятчийството. В града са се произвеждали различни по вид огнестрелни оръжия, като особено са се славили със своето майсторство албанците. От останалите занаяти преимуществено са били застъпени терзийството, куюмджийството, казанджийството. Дебрани са се славили като добри майстори-строители, резбари и иконописци. От земеделието най-значим дял заема производството на тютюн, а в по-слаба степен-лозарството и овощарството.
При избухването на Балканската война в 1912 година 129 души от Дебър са доброволци в Македоно-одринското опълчение.

### В Сърбия, Югославия и Северна Македония
След Междусъюзническата война в 1913 година градът остава в Сърбия, срещу което населението възстава в Охридско-Дебърското въстание. Населението на Дебър драстично намалява след Първата световна война.
Според преброяването от 2002 година Дебър има 14 561 жители.
| Националност | Всичко          |
| македонци    | 1054 (7,24%)    |
| албанци      | 10 768 (73,95%) |
| турци        | 1415            |
| роми         | 1079            |
| власи        | 2               |
| сърби        | 22              |
| бошняци      | 2               |
| други        | 219             |

От обявилите се за турци 98% са посочили като майчин език „македонския“ и всъщност става въпрос за помаци.

## Забележителности
В периода XVII - XIX век се развива Дебърската художествена школа, чиито представители са изработили съществена част от иконостасите в България (например църквата „Света Богородица“ в град Пазарджик) и днешна Северна Македония. Еребаровата къща и Селевата къща са обявени за паметници на културата. Старият и Новият хамам, който е художествена галерия, също са паметници на културата.

## Дебрани
В XIX и началото на XX век Дебър е със смесено българо-албанско население, последното голямо българско селище в западна посока. След големите миграционни вълни на изток, 75% от населението на града са албанци. Един от най-известните българи дебрани е професор доктор Живко Ошавков, основателят на социологическата наука в България. Друг известен дебранин е Наум Бояджиев, деец на Вътрешната македоно-одринска революционна организация. Сред албанците дебрани се открояват имената на Саид Найдени – водеща фигура на албанското Възраждане в XIX век, Фикри Дине, министър-председател на албанското колаборационистко правителство през Втората световна война, и Екрем Баша, популярен съвременен косовски писател.

## Други
На Дебър е наречена улица в квартал „Красно село“ в София (Карта).

## Побратимени градове
- Видин, България